# Nnamdi Kanu
Nnamdi Okwu Kanu (nascido em 25 de setembro de 1967) é um ativista político anglo-nigeriano que defende a separação e independência de Biafra da Nigéria. Ele é o líder do Povo Indígena de Biafra (IPOB), que fundou em 2014. O principal objetivo da organização é restaurar o extinto estado separatista de Biafra, que existiu na região leste da Nigéria durante a Guerra Civil Nigeriana de 1967–1970.
Como diretor de uma estação de rádio registrada no Reino Unido chamada Radio Biafra, Kanu propagou o separatismo biafrense. Foi preso sob acusações de traição em Lagos, na Nigéria, em 14 de outubro de 2015 e ficou detido por mais de um ano, apesar de várias ordens judiciais que determinavam sua libertação. No tribunal, Kanu aparecia regularmente usando um xaile  de oração judaico e cobrindo a cabeça. Kanu disse no tribunal que "acredita no judaísmo" e se considera um judeu, guiando o povo biafrense a várias orações judaicas e observações religiosas em diferentes ocasiões. Em 28 de abril de 2017, Kanu foi libertado da prisão sob fiança. Depois de ausentar-se do tribunal e fugir para o exterior,  desempenhou um papel importante na insurgência no sudeste. As forças de segurança nigerianas tentaram suprimir o braço armado do IPOB, a Eastern Security Network, o que culminou em um conflito de baixo nível no início de 2021. Apesar dos combates, Kanu afirmou que a organização estava interessada em uma solução pacífica e em alcançar a independência de Biafra sem violência ou danos. Em junho de 2021, ele foi preso novamente pela Interpol e entregue à Nigéria.